# Funkhouserella binodis
Funkhouserella binodis är en insektsart som beskrevs av William D. Funkhouser 1927. Funkhouserella binodis ingår i släktet Funkhouserella och familjen hornstritar. Inga underarter finns listade i Catalogue of Life.